# Chonocephalus justini
Chonocephalus justini är en tvåvingeart som beskrevs av Ronald Henry Lambert Disney 2005. Chonocephalus justini ingår i släktet Chonocephalus och familjen puckelflugor.
Artens utbredningsområde är Seychellerna. Inga underarter finns listade i Catalogue of Life.